# Себастьяно Луперто
Себастьяно Луперто (італ. Sebastiano Luperto, нар. 6 вересня 1996, Лечче) — італійський футболіст, захисник клубу «Кальярі».
Виступав за молодіжну збірну Італії.

## Клубна кар'єра
Народився 6 вересня 1996 року в місті Лечче. Вихованець юнацької команди місцевого «Лечче». 2013 року юний захисник провів три гри за основну команду клубу в рамках розіграшу Кубка Італії
Того ж 2013 року приєднався до «Наполі», в якому здебільшого грав за молодіжну команду. Згодом з 2016 по 2018 рік грав на умовах оренди у Серії B, спочатку за ««Про Верчеллі», а згодом за «Емполі».
Повернувшись до «Наполі» 2018 року, став гравцем ротації неаполітанської команди.
5 жовтня 2020 року був орендований «Кротоне», що після дворічної перерви повертався до Серії A і посилював склад перед стартом в елітному дивізіоні.

## Виступи за збірні
2014 року дебютував у складі юнацької збірної Італії (U-18), загалом на юнацькому рівні взяв участь у 10 іграх, відзначившись одним забитим голом.
Протягом 2018–2019 років залучався до складу молодіжної збірної Італії. На молодіжному рівні зіграв у 5 офіційних матчах.

## Статистика виступів

### Статистика клубних виступів
Станом на 13 жовтня 2020 року
| Сезон              | Команда            | Чемпіонат          | Чемпіонат | Чемпіонат | Національний кубок | Національний кубок | Національний кубок | Континентальні кубки | Континентальні кубки | Континентальні кубки | Інші змагання | Інші змагання | Інші змагання | Усього | Усього |
| Сезон              | Команда            | Ліга               | Ігор      | Голів     | Ліга               | Ігор               | Голів              | Ліга                 | Ігор                 | Голів                | Ліга          | Ігор          | Голів         | Ігор   | Голів  |
| ------------------ | ------------------ | ------------------ | --------- | --------- | ------------------ | ------------------ | ------------------ | -------------------- | -------------------- | -------------------- | ------------- | ------------- | ------------- | ------ | ------ |
| серп. 2013         | «Лечче»            | 1Д                 | 0         | 0         | КІ+КІ-ЛП           | 3+0                | 0                  | -                    | -                    | -                    | -             | -             | -             | 3      | 0      |
| 2013–14            | «Наполі»           | A                  | 0         | 0         | КІ                 | 0                  | 0                  | ЛЧ+ЛЄ                | 0+0                  | 0                    | -             | -             | -             | 0      | 0      |
| 2014–15            | «Наполі»           | A                  | 1         | 0         | КІ                 | 0                  | 0                  | ЛЧ+ЛЄ                | 0+0                  | 0                    | СІ            | 0             | 0             | 1      | 0      |
| 2015–16            | «Наполі»           | A                  | 0         | 0         | КІ                 | 0                  | 0                  | ЛЄ                   | 1                    | 0                    | -             | -             | -             | 1      | 0      |
| 2016–17            | ««Про Верчеллі»    | B                  | 32        | 0         | КІ                 | 0                  | 0                  | -                    | -                    | -                    | -             | -             | -             | 32     | 0      |
| 2017–18            | «Емполі»           | B                  | 28        | 2         | КІ                 | 0                  | 0                  | -                    | -                    | -                    | -             | -             | -             | 28     | 2      |
| 2018–19            | «Наполі»           | A                  | 12        | 0         | КІ                 | 0                  | 0                  | ЛЧ+ЛЄ                | 0+3                  | 0                    | -             | -             | -             | 15     | 0      |
| 2019–20            | «Наполі»           | A                  | 9         | 0         | КІ                 | 1                  | 0                  | ЛЧ                   | 2                    | 0                    | -             | -             | -             | 12     | 0      |
| Усього за «Наполі» | Усього за «Наполі» | Усього за «Наполі» | 22        | 0         |                    | 1                  | 0                  |                      | 6                    | 0                    | 0             | 0             | 0             | 29     | 0      |
| Усього за кар'єру  | Усього за кар'єру  | Усього за кар'єру  | 82        | 2         |                    | 1                  | 0                  |                      | 6                    | 0                    | 0             | 0             | 0             | 89     | 2      |